# Otto von Guericke
Otto von Guericke (ur. 20 listopada 1602 w Magdeburgu, zm. 11 maja 1686 w Hamburgu) – niemiecki fizyk, wynalazca, budowniczy fortyfikacji, burmistrz Magdeburga.

## Życiorys
W 1650 skonstruował pierwszą pompę próżniową, ulepszając przy okazji pompę tłokową do sprężania powietrza. W 1654 wykonał słynne doświadczenie z półkulami magdeburskimi. W 1662 skonstruował barometr wodny i za jego pomocą zbadał zależność ciśnienia od wysokości n.p.m. i stanu pogody. W 1663 skonstruował maszynę elektrostatyczną.
W latach 1646–1676 był burmistrzem Magdeburga. Nadzorował odbudowę miasta, zajmował się również fortyfikowaniem Erfurtu.

## Upamiętnienie
- W 1993 roku założono Uniwersytet Ottona von Guerickego w Magdeburgu.